# Катосаванк
Катосаванк (арм. Կաթոսավանք) — армянская церковь в Лачинском районе Азербайджана.

## История
Расположена в бывшем армянском селении Гетуз. Церковь основана в IX—XI веках, первое письменное упоминание в XVI веке.

## Архитектура
Церковь построена из местного грубо обработанного базальта на известковом растворе. Чисто тёсаные камни использовались при отделке наличников входа и окон, пилястр и углов стен. В восточной части однонефной в плане базилики расположена абсида. Размеры церкви – 16,70 х 6,90 метров. Толщина стен - 1,0-1,1 метров. В восточной части – с северной и южной сторон, пристроены крупные ризницы, которые имели вход с наружной стороны и не сообщались с молельным залом. Полукруглый свод (ныне полностью отсутствует) держался на подпружных арках, опирающихся на две пары пилястров. Церковь имела три входа – с севера, запада и юга. Последний хорошо сохранился. В южной стене уцелело окно. Ризницы храма относительно плохой сохранности, в них также имелись абсиды. Горизонтальный ряд ниш в южной стене указывает на то, что в этой части некогда была пристройка с деревянным перекрытием. Вокруг церкви простиралось кладбище того же времени, от которого остались несколько розовых и более поздних хачкаров и надгробных плит. Рядом с церковью находится средневековое армянское кладбище.
Комплекс был разрушен и разорен в 1989-92 годах.